# Париж уснул
«Париж уснул» (фр. Paris qui dort, букв. «Париж, который спит») — французский короткометражный немой художественный фильм Рене Клера, снятый в 1923 году. Премьера фильма состоялась 6 февраля 1925 года.

## Сюжет
Проснувшись однажды утром, сторож Эйфелевой башни обнаруживает, что весь огромный город в буквальном смысле уснул: остановились машины, застыли в случайных позах люди за работой. Он пытается выяснить причину столь странного происшествия. К его поискам присоединяется разношёрстная компания случайных пассажиров самолёта (возвращающийся к жене из командировки коммивояжёр, уличный воришка, светская львица, гимнаст и пр.), приземлившаяся этим же утром в Париже.
Они бродят по городу, заимствуют деньги или мелкие вещи у уснувших людей, затем возвращаются на башню. Там между мужчинами возникает потасовка из-за единственной женщины в их компании. Вдруг они слышат по радио сообщение о том, что тех, кто не спит, просят подойти по такому-то адресу. Придя в указанное место, компания встречается с девушкой, которая сообщает им, что виновником усыпления стал её дядя-учёный, который направил на город особые изобретённые им лучи. До вершины башни и до летящего самолёта они не доставали (хотя в анимационной вставке показывается, что они могли обогнуть весь мир). Компания просит учёного вывести людей из сна, и тот через некоторое время рассчитывает, как это сделать. Город вновь приходит в движение.
Сторож башни, вышедший на прогулку по городу с племянницей учёного, обнаруживает, что у него нет денег, и подговаривает девушку отвлечь профессора и снова остановить жизнь в городе. Они делают это, но профессор по застывшему в дверях посетителю быстро раскрывает обман и пускает движение снова. Из-за попытки кражи молодых людей отводят в полицию. Там они рассказывают об опыте профессора, но им не верят и препровождают в сумасшедший дом, где они встречаются со своими бывшими спутниками, также пытавшимися рассказать о произошедшим. Но вскоре их отпускают, и сторож с племянницей наблюдают с вершины башни за Парижем внизу.

## Художественные особенности
Фильм создан группой энтузиастов практически без денег. Он интересен введением «стоп-камеры» для характеристики действия «машины сонных лучей», оригинальным использованием приема размножения кадра для создания впечатления уснувшего города.

## В ролях
- Анри Роллан — Альберт
- Шарль Мартинелли — учёный
- Луи Пре Филс — детектив
- Альбер Прежан — пилот
- Мадлен Родриг — перевозчик пассажиров
- Антуан Стакует — богатый человек
- Марсель Валле — вор